# Sorano
Sorano is een gemeente in de Italiaanse provincie Grosseto (regio Toscane) en telt 3656 inwoners (01/01/2011). De oppervlakte bedraagt 174,6 km², de bevolkingsdichtheid is 20,9 inwoners per km².
De volgende frazioni maken deel uit van de gemeente: Castell'Ottieri, Cerreto, Elmo, Montebuono, Montevitozzo, Montorio, San Giovanni delle Contee, San Quirico, San Valentino, Sovana.

## Geografie
De gemeente ligt op ongeveer 379 meter boven zeeniveau.
Sorano grenst aan de volgende gemeenten: Acquapendente, Castell'Azzara, Latera, Manciano, Onano, Pitigliano, Proceno, Semproniano.

## Externe link

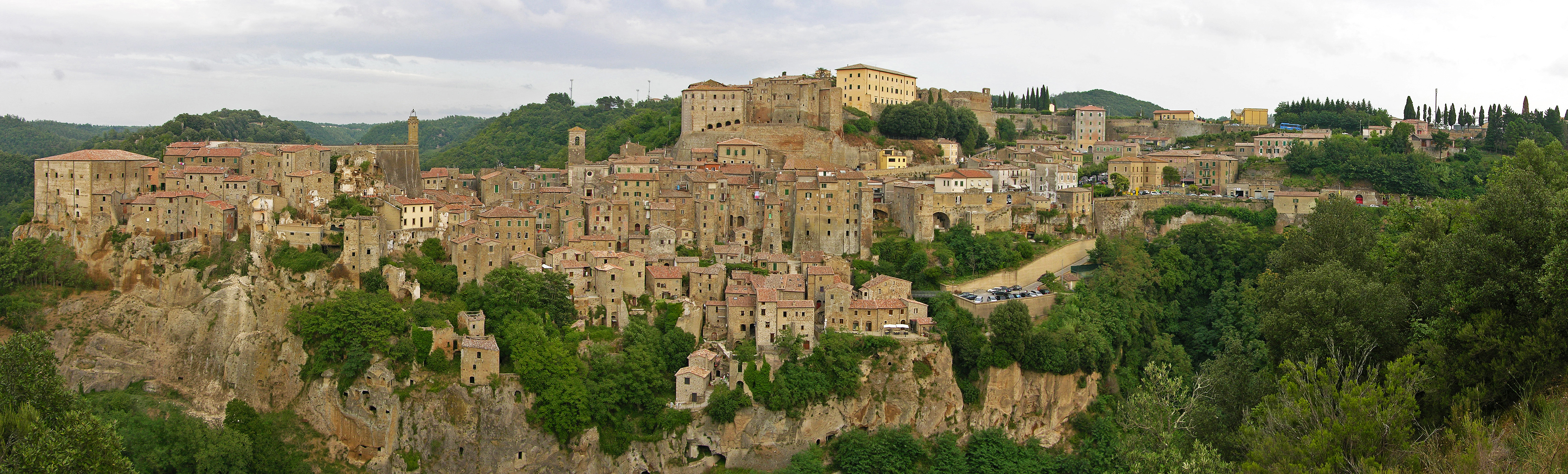
Panorama van Sorano (2007)